# Euphorbia corollata
Euphorbia corollata L. es una especie fanerógama perteneciente a la familia Euphorbiaceae.

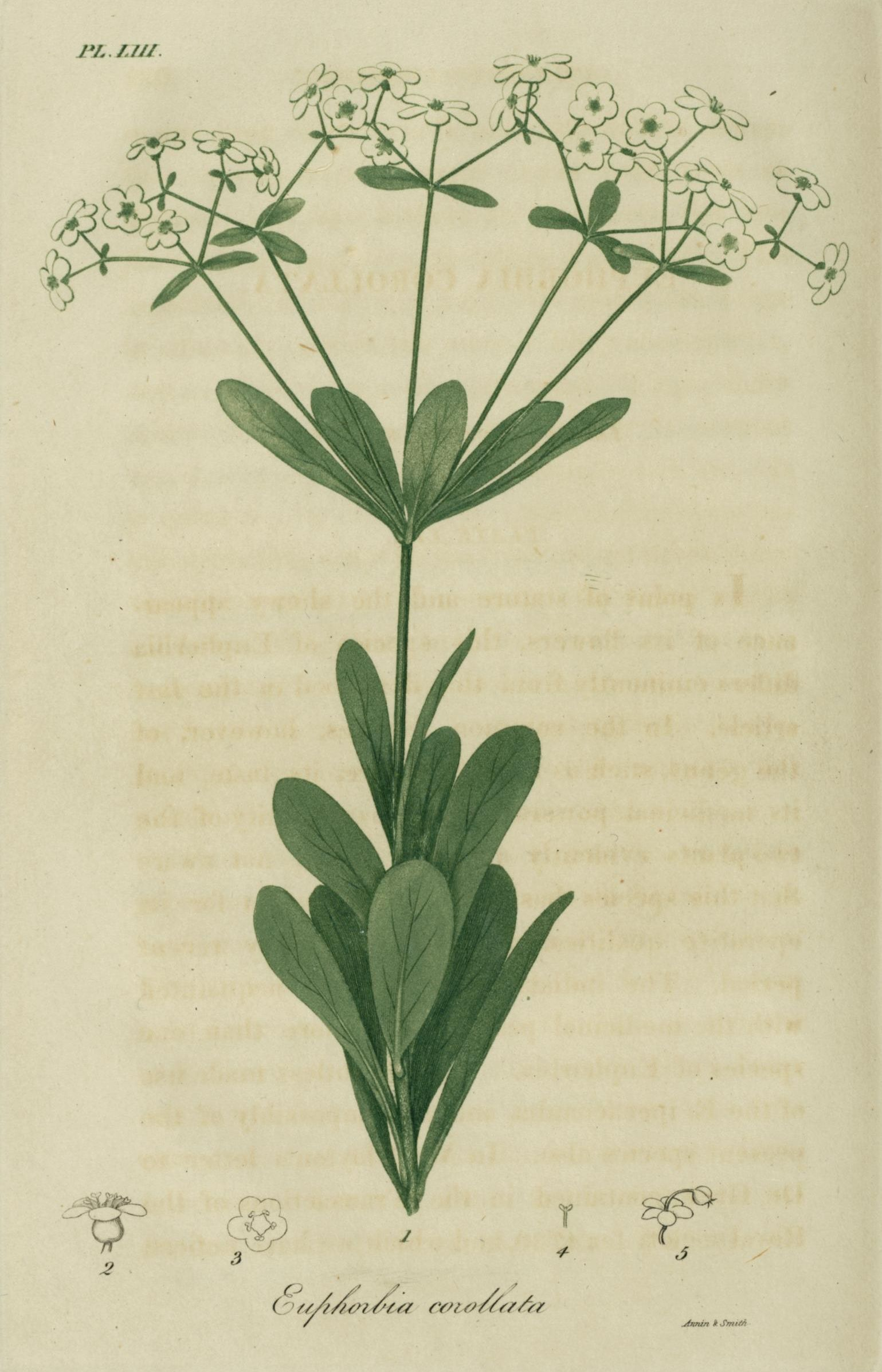
Ilustración

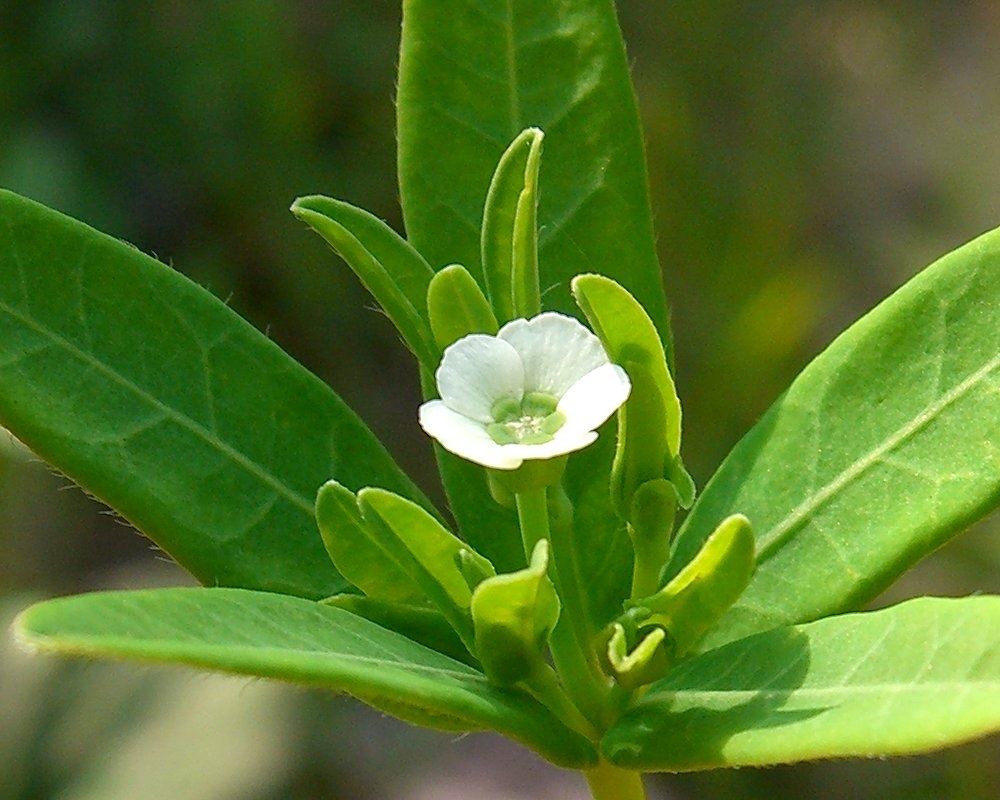
Detalle de la flor

## Distribución
Es nativa del sudeste de Canadá y centro y este de Estados Unidos donde se encuentra normalmente en las praderas, pastizales, selvas, y a lo largo de las carreteras y vías del tren.

## Descripción
Los tallos alcanzan  1 m de altura, cerca de 5 mm de espesor en la base, cerca de 1 mm la inflorescencia, son glabros a poco pubescentes, glaucas, erectas, herbáceas, con una profunda raíz primaria y caudex, con  savia lechosa.
Las hojas enfrentadas  y cerca de la inflorescencia, todos  oblongas a oblongo-lineales, de 6.5cm de largo y 1,5 cm de ancho, sésiles o con pecíolos muy cortos, redondeados o romos en el ápice, glabras o con algunos pelos cerca del ápice.

## Taxonomía
Euphorbia corollata fue descrita por Carlos Linneo y publicado en Species Plantarum 1: 459. 1753.
Etimología
Euphorbia: nombre genérico que deriva del médico griego del rey Juba II de Mauritania (52 a 50 a. C. - 23), Euphorbus, en su honor – o en alusión a su gran vientre –  ya que usaba médicamente Euphorbia resinifera. En 1753 Carlos Linneo asignó el nombre a todo el género.
corollata: epíteto latino que significa "como una corola".
Sinonimia
- Galarhoeus corollatus (L.) Haw. (1812).
- Agaloma corollata (L.) Raf. (1838).
- Tithymalopsis corollata (L.) Klotzsch & Garcke (1859).
- Tithymalopsis corollata (L.) Small(1903).
- Agaloma corollata var. angustifolia (Elliott) Raf. (1840).
- Euphorbia discolor Bertol. (1851), nom. illeg.
- Euphorbia marilandica Greene (1898).
- Euphorbia olivacea Small (1898).
- Tithymalopsis joorii (Norton) Small (1903).
- Tithymalopsis olivacea (Small) Small (1903).
- Euphorbia arundelana Bartlett (1911).
- Agaloma arundelana (Bartlett) Nieuwl. (1912).
- Agaloma discoidalis (Chapm.) Nieuwl. (1912).
- Agaloma joorii (Norton) Nieuwl. (1912).
- Agaloma olivacea (Small) Nieuwl. (1912).
- Tithymalopsis arundelana (Bartlett) Small in N.L.Britton & A.Brown (1913).
- Agaloma marilandica (Greene) House (1921).[4][5]